# 椎本才麿
椎本 才麿（しいのもと さいまろ、1656年 - 1738年1月2日）は、江戸時代前期〜中期の俳人。本姓は谷氏か。通称は八郎右衛門。号は、則武、西丸、才丸、旧徳、松笠軒、一切経堂、春理斎、狂六堂など。

## 人物
大和国宇陀に生まれ、宇陀城主織田伊豆守の家老佐々木主水の養子となったが、落ち度による浪人したとされる。はじめ山本西武門に入り、西武の一字をもらい、則武と号す。寛文年間には井原西鶴に師事し、西鶴から一字もらって西丸と号す。1677年（延宝5年）に江戸に下り、漢詩文調の流行に伴って、松尾芭蕉や蕉門との交流が深まり、宝井其角などとも交流を深めるが、漢詩文調の衰退によって疎遠となる。1689年（元禄2年）冬に大阪に入り、以後生涯を大阪で過ごす。上島鬼貫や小西来山の後ろ盾を得て、大阪俳壇での地位を固め、岡西惟中や来山の俳人を取り込み、伊丹俳壇にも勢力を伸ばした。1736年（享保20年）から病床に伏し、1738年（元文3年）正月2日に没した。

## 作品
- 『椎の葉』（1689年（元禄2年））
- 『後しゐの葉』（1689年（元禄2年））
- 『うきぎ』（1700年（元禄13年））
- 『浪花八百韻』（1713年（正徳3年）以前刊）
- 『千葉集』（1719年（享保3年）跋）
- 芳室撰『阿女』（1720年（享保4年）序）
- 『続千葉集』（1731年（享保15年））
- 素外編『狂六堂才麿発句抜萃』（1785年（天明5年））